# Grimpoteuthis
Grimpoteuthis är ett släkte av pelagiska djuphavslevande bläckfiskar. De har utskott på vardera sida av kroppen som utseendemässigt liknar en blandning mellan fenor och öron. Deras utseende gör att de ibland kallas för dumbobläckfiskar. Alla arter inom släktet lever på extrema havsdjup på 1000 meter eller djupare och flera förekommer ned till 3000-4000 meters djup, några så djupt som 7000 meters djup, vilket är den djupaste observationen för någon känd bläckfisk.

## Systematik
Arter enligt Catalouge of Life:
- Grimpoteuthis albatrossi
- Grimpoteuthis antarctica
- Grimpoteuthis bathynectes
- Grimpoteuthis bruuni
- Grimpoteuthis glacialis
- Grimpoteuthis hippocrepium
- Grimpoteuthis mawsoni
- Grimpoteuthis meangensis
- Grimpoteuthis megaptera
- Grimpoteuthis pacifica
- Grimpoteuthis plena
- Grimpoteuthis tuftsi
- Grimpoteuthis umbellata
- Grimpoteuthis wulkeri

Eftersom arterna lever på så stora djup finns det med stor sannolikhet flera arter som är okända för vetenskapen och nya arter upptäcks. Vissa arter är bara kända genom ett enda specimen. För vissa beskrivna arter så har typen försvunnit eller är i så pass dåligt skick att den inte går att använda som jämförelsematerial. Lista ovan är inte heltäckande exempelvis är tre arter som beskrevs 2003 inte med:.
- Grimpoteuthis boylei
- Grimpoteuthis challengeri
- Grimpoteuthis discoveryi